# Bresko
Bresko (macedónul: Брешко) település Észak-Macedóniában, az Északkeleti körzetben, Sztaro Nagoricsane községben.

## Népesség
| Lakosok száma | 77   | 78   | 68   | 53   | 45   | 28   | 16   | 8    |
|               | 1948 | 1953 | 1961 | 1971 | 1981 | 1991 | 1994 | 2021 |

- 2002-ben 16 lakosa volt, akik mindannyian macedónok.